# Oxyopes cougar
Oxyopes cougar är en spindelart som beskrevs av Brady 1969. Oxyopes cougar ingår i släktet Oxyopes och familjen lospindlar. Inga underarter finns listade i Catalogue of Life.